# Ligonipes
Genre
Synonymes
- Discocnemius Thorell, 1881
- Haterius Simon, 1900

Ligonipes est un genre d'araignées aranéomorphes de la famille des Salticidae.

## Distribution
Les espèces de ce genre se rencontrent en Australie, en Nouvelle-Guinée et à Sumatra.

## Liste des espèces
Selon World Spider Catalog (version 18.0, 16/04/2017) :
- Ligonipes flavipes Rainbow, 1920
- Ligonipes illustris Karsch, 1878
- Ligonipes lacertosus (Thorell, 1881)
- Ligonipes semitectus (Simon, 1900)
- Ligonipes similis (Hasselt, 1882)
- Ligonipes synageloides (Szombathy, 1915)

## Publication originale
- Karsch, 1878 : Diagnoses Attoidarum aliquot novarum Novae Hollandiae collectionis Musei Zoologici Berolinensis. Mitteilungen der Münchener Entomologischen Verein, vol. 2, p. 22-32 (texte intégral).